# Музеј Паје Јовановића
Музеј Паје Јовановића је меморијални музеј смештен у стану у Улици краља Милана 21 на Врачару. Отворен је 11. јуна 1970. године и садржи више од 800 предмета.
Паја Јовановић је имао планове за изградњу уметничког атељеа у Београду, за који су били урађени нацрти, међутим оснивање је спречио почетак Другог светског рата. Године 1950. Јовановић је остварио контакт са управом Музеја града Београда око отварања Легата, јер је Београду желео да остави своја дела. Целокупан легат је 1952. године, са више од 800 предмета предат Музеју града Београда, којем је по Јовановићевој жељи након његове смрти 30. новембра 1957. године у Бечу, предата и његова посмртна урна, која се налази у Алеји великана на Новом гробљу у Београду.  Године 1972. Легат је допуњен поклоном Јовановићеве супруге Хермине-Муни Даубер, која је Музеју града Београда оставила 11 уметничких слика Јовановића из приватне колекције и више комада стилског намештаја.
У музеју се налазе бројни радови Јовановића, сликарски прибор, лична документа, индекс, дипломе, медаље, белешке, део његових преписки, почетне скице, фонотека већине радова, композиције, портрети и друге приватне ствари. Делимично је реконструисан његов бечки сликарски атеље, са деловима стилског намештаја.

## Галерија
- Табла на згради Музеја Паје Јовановића